# Aleta Baun
Aleta Baun   (Illes Petites de la Sonda Orientals, 16 de març de 1966) és una guardonada activista ecologista indonèsia.
Va guanyar el Premi Mediambiental Goldman del 2013 per organitzar centenars de vilatans locals per ocupar pacíficament llocs de mineria del marbre en "protestes de teixit", per aturar la destrucció de terres de bosc sagrat a la muntanya Mutis a l'illa de Timor.
Líder dels indígenes mollo, va néixer en una família de pagesos. Havent perdut la mare a una edat primerenca, va ser criada per altres dones i ancians del poble que li van ensenyar a respectar el medi ambient com a font de la seva identitat espiritual i de la seva subsistència. Com a líder de la comunitat que compartia coneixements tradicionals, finalment es va convertir en la "Mama Aleta". L'activitat d'Aleta la va convertir en un objectiu per als interessos miners i les autoritats locals, que li van posar un preu. Després de sobreviure a un intent d'assassinat, Mama Aleta es va amagar al bosc amb el seu nadó.
Tot i la intimidació, Mama Aleta va fer créixer el moviment fins a incloure centenars de vilatans. Va culminar amb una ocupació on 150 dones van passar un any assegudes a les roques de marbre de la mina, teixint tranquil·lament la seva tela tradicional en acte de protesta. Com que les dones eren tradicionalment responsables d'obtenir menjar, colorants i medicaments de les muntanyes, la mineria d'aquestes muntanyes hauria afectat directament els seus mitjans de subsistència. Mentre les dones protestaven a la mina, els homes proporcionaven suport domèstic a casa, cuinant, netejant i cuidant els nens.
Davant la presència pacífica i sostinguda dels vilatans, la mineria de marbre es va convertir en un esforç cada vegada més insostenible per a les empreses implicades. La consciència pública sobre l'ocupació de teixir creixia i els funcionaris del govern indonesi se'n van adonar. El 2010, les empreses mineres, en reaccionar a la pressió, van aturar la mineria als quatre llocs dels territoris de Mollo i van abandonar les seves operacions.
Mama Aleta ara ajuda les comunitats de Timor Occidental a cartografiar els seus boscos tradicionals. Des de llavors, ha treballat en millorar la seguretat de l'aigua i en la gestió de recursos naturals i drets de la terra dels pobles indígenes. Per aconseguir-ho, va obtenir una llicenciatura en dret el 2011 a la Universitas Tritunggal Surabaya.